# Chiesa di San Pietro (Carobbio degli Angeli)
La chiesa di San Pietro è il principale luogo di culto cattolico di Cicola frazione di Carobbio degli Angeli, in provincia e diocesi di Bergamo. Fa parte del vicariato di Trescore Balneario.

## Storia
Un antico oratorio dedicato a san Pietro era presente sul territorio di Carobbio degli Angeli già nel 1575 quando la comunità fu visitata da san Carlo Borromeo, arcivescovo di Milano. L'oratorio risulta sussidiario della chiesa di Santo Stefano della frazione Santo Stefano degli Angeli. Nuovamente indicata nel Sommario delle chiese di Bergamo redatto dal cancelliere della curia Giovanni Giacomo Marenzi nel 1666 sempre affiliata alla chiesa parrocchiale di Santo Stefano.
Nei primi anni del Novecento si decise per l'edificazione di un nuovo edificio di culto, forse perché quello antico non rispondeva più alle esigenze del territorio, su progetto di Giulio Mazzocchi, con la posa della prima pietra il 17 ottobre 1926 benedetta dal vescovo Luigi Maria Marelli. Le difficili situazioni politiche e di conseguenza economiche del territorio fermarono il progetto che rimase incompiuto per molti anni.
La località di Cicola fu eretta canonicamente autonoma a parrocchia con decreto del 20 aprile 1965 dall'allora vescovo Giuseppe Piazzi. L'autonomia era stata richiesta dagli abitanti la frazione che essendo questi in maggioranza anziani avevano molto difficoltà a raggiungere la chiesa di Santo Stefano, perché nella chiesa di San Pietro venivano celebre le messe solo nei giorni festivi e nella festa patronale, nonché il giorno della Madonna Addolorata, celebrazioni che venivano rette dal parroco della parrocchiale di Santo Stefano. Il vescovo Piazzi esaudì la richiesta, con la conseguente necessità di riprendere in mano il progetto di edificare un nuovo edificio di culto più idoneo alle nuove necessità.
Nel 1963 la rivisitazione del progetto fu assegnata all'ingegnere Giulio Mazzocchi, e la nuova chiesa fu posta in prossimità dell'antico oratorio. Il nuovo sagrato fu realizzato nel 1966 dalla ditta Moioli di Ardesio, mentre il rivestimento del fronte principale fu opera della ditta Comana. Le vetrate istoriate furono eseguite dalla ditta Poliarte di Verona.
Con decreto del 27 maggio 1979 del vescovo Giulio Oggioni la chiesa fu inserita nel vicariato foraneo di Trescore Balneario.

## Descrizione
L'edificio di culto a formazione iconografica a croce stellata con ripide falde serrette da travi in calcestruzzo armato e con copertura in ardesia. L'alta guglia sottile e piramidale, è posta centrale alla struttura. Grandi vetrate istoriale sono presenti in ognuna delle quattro sezioni e danno luce all'aula. 